# コミューン間協力公施設法人
コミューン間協力公施設法人（コミューンかんきょうりょくこうしせつほうじん、フランス語：Établissement public de coopération intercommunale、略称：EPCI ）はフランスにおける数コミューン（市町村）の所属する公施設法人。コミューン間広域行政組織という翻訳もある。行政分野は所属しているコミューンの市議会の決議次第だが、一般的にはゴミの処理・環境保護・交通機関の運営などである。

## 名
税源可能の公施設法人の名は人口次第に異なる。最小はコミューン共同体（仏：Communauté de communes）だが、最大は大都市共同体（仏：Communauté urbaine）である。その中は都市圏共同体（仏：Communauté d'agglomération）という。

## 種類
税源系コミューン間協力公施設法人（仏：EPCI à fiscalité propre）と税源抜きコミューン間協力公施設法人（仏：EPCI sans fiscalité propre）がある。その一つ目の公施設法人はその上に定義している種類があるが、その二つ目の場合は単一目的事務組合（Syndicat intercommunal à vocation unique）と多目的事務組合（Syndicat intercommunal à vocation multiple）がある。

## 参考
1. ↑  自治体国際化協会（クレア・パリ）『フランスの地方自治体』2008年 38頁
2. ↑  自治体国際化協会（クレア・パリ）『フランスの地方自治体』2008年 42-43頁